# Myriochele annenkovae
Myriochele annenkovae är en ringmaskart som beskrevs av Hartman 1960. Myriochele annenkovae ingår i släktet Myriochele och familjen Oweniidae. Inga underarter finns listade i Catalogue of Life.